# Gavin Douglas
Gavin Douglas (Castillo de Tantallon, East Lothian, hacia 1476 – Londres, septiembre de 1522) fue un makar (poeta cortesano escocés) y obispo de Dunkeld (1516-1522), famoso como traductor en verso de la Eneida de Virgilio al escocés.

## Biografía
Era el hijo pequeño de Archibald Douglas, V conde de Angus, y de su mujer Elizabeth Boyd. Obtuvo el obispado vacante de Dunkeld el 16 de septiembre de 1516.
Gavin Douglas es conocido sobre todo por haber compuesto una traducción al escocés en verso de la Eneida de Virgilio (Eneados), considerada como una obra maestra de su tiempo. Concluyó esta obra en julio de 1513. Y fue editada por vez primera en 1553 en Londres. Es la primera traducción completa de un gran poema de la antigüedad clásica en cualquier lengua germánica moderna. Es fiel en todo e incluye el apócrifo libro XIII de Mapheus Vegius. También pone un prólogo original en verso a cada uno de los 13 libros sobre varios asuntos, suministrando a veces incluso algunos datos autobiográficos, en diversidad de estilos.
Compuso también sin embargo una obra original, The Palice of Honour (1501), un sueño alegórico de más de 2000 versos compuesto en estancias de nueve versos. Fue su primer trabajo literario y describe las aventuras del poeta en un viaje por diversas cortes de camino al palacio. Calumnia inadvertidamente la corte de Venus, pero, perdonado, se une a su comitiva y describe las glorias de su palacio. Este poema continúa las tradición literaria de las "cortes de amor" como el Roman de la Rose y The Hous of Fame. Está dedicado a Jacobo IV. La obra no se conserva manuscrita, sino impresa alrededor de 1553 por William Copland en Londres y en otras ediciones posteriores. 
Otros dos poemas de los que está probada su autoría son King Hart y Conscience. Conscience es un poema corto de cuatro estrofas. Más ambicioso es King Hart, que es tan alegórico como The Palice of Honor, pero posterior y de autoría un poco más insegura. Su tema es la vida humana contada como la alegoría del Rey Hart (Corazón) en su castillo rodeado por sus cinco servidores (los sentidos), la Reina, Plesance, Foresight y otros cortesanos alegóricos. El poema posee más de novecientos versos y está escrito en estancias de ocho versos. Se conserva manuscrito en la biblioteca Pepysiana de Cambridge. No se sabe que se haya impreso antes de 1786, cuando apareció en los Ancient Scottish Poems de John Pinkerton.
Falleció en Londres en septiembre de 1522, al parecer por la peste.